# APS Atromitos Atenes
L'Athlītikos Podosfairikos Syllogos Atromītos Athīnōn 1923 o Atromītos Atenes (grec: Αθλητικός Ποδοσφαιρικός Σύλλογος Ατρόμητος Αθηνών 1923) és un club esportiu grec de la ciutat de Peristeri.

## Història
Atromitos va ser fundat el maig de 1923 pels estudiants Kalomvounis, Petos, Glykofridis, Stathopoulos, Synodinos, Rigopoulos, Stamatopoulos. El 1924 fou acceptat a la lliga grega. L'any 1928 es proclamà campió de la lliga d'Atenes organitzada per la EPSA. El 1932 el club es traslladà a Peristeri on es fusionà amb el club local Astir Peristeriou.

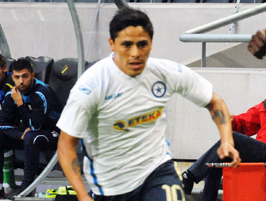
Javier Umbides

Antic escut

## Palmarès
- Segona divisió grega:
  - 1979-80,[3] 2008-09[4]
- Lliga d'Atenes:
  - 1928

## Evolució de l'uniforme
| 1923-24 | 2006-07 | 2011-14 | 2015-16 |  |